# Iambia sinica
Iambia sinica là một loài bướm đêm trong họ Noctuidae.